# Pallavolo Motta 2021-2022
Questa voce raccoglie le informazioni riguardanti la Pallavolo Motta nelle competizioni ufficiali della stagione 2021-2022.

## Stagione
Nella stagione 2021-22 la Pallavolo Motta assume la denominazione sponsorizzata di HRK Diana Group Motta.
Partecipa per la prima volta alla Serie A2; chiude la regular season di campionato al sesto posto in classifica, qualificandosi per i play-off promozione dove viene eliminata nei quarti di finale dal Cuneo.
Grazie al sesto posto in classifica al termine del girone di andata della regular season partecipa alla Coppa Italia di Serie A2 dove viene eliminata nei quarti di finale dal Cuneo.

## Organigramma societario
Area direttiva
- Presidente: Rinaldo De Bortoli
- Vicepresidente: Antonio Buso
- Direttore sportivo: Alessandro Carniel
- Direttore amministrativo: Gianluigi De Bortoli
- Segreteria Generale: Isabella Rosolen
- Team Manager: Francesco De Marchi

Area tecnica
- Allenatore: Giuseppe Lorizio
- Allenatore in seconda: Paolo Mattia
- Scout man: Andrea Scalco
- Responsabile settore giovanile: Paolo Vazzoler

Area comunicazione
- Responsabile comunicazione: Giuliano Bonadio
- Social media manager: Alice Bariviera
- Relazioni esterne: Luciano Bonadio

Area marketing
- Responsabile ufficio marketing: Antonio Buso
- Responsabile commerciale: Federico Muzzi

Area sanitaria
- Medico: Gianfranco Silverii
- Fisioterapista: Stefano Galifi

## Rosa
| N° | Nome                | Ruolo | Data di nascita   | Nazionalità sportiva |
| -- | ------------------- | ----- | ----------------- | -------------------- |
| 1  | Marco Zaccaria      | P     | 20 marzo 2001     | Italia               |
| 2  | Alberto Saibene     | S     | 7 maggio 1998     | Italia               |
| 3  | Alessio Alberini    | P     | 3 marzo 1998      | Italia               |
| 4  | Gianluca Loglisci   | S     | 11 settembre 1998 | Italia               |
| 5  | Kristian Gamba      | O     | 16 maggio 2000    | Italia               |
| 6  | Leonardo Ferrato    | P     | 25 dicembre 2001  | Italia               |
| 6  | Marco Pugliatti     | P     | 3 aprile 1998     | Italia               |
| 7  | Claudio Cattaneo    | S     | 13 novembre 1997  | Italia               |
| 8  | Omar Biglino        | C     | 9 agosto 1995     | Italia               |
| 9  | Luca Morchio        | C     | 29 dicembre 1994  | Italia               |
| 10 | Matheus Costa       | S     | 11 settembre 1995 | Brasile              |
| 11 | Alessandro Acuti    | C     | 13 agosto 2000    | Italia               |
| 12 | Michele Luisetto    | C     | 23 febbraio 1996  | Italia               |
| 13 | Francesco Pugliatti | O     | 18 marzo 1993     | Italia               |
| 16 | Leonardo Battista   | L     | 29 marzo 1995     | Italia               |

## Mercato
| Acquisti | Acquisti            | Acquisti             | Acquisti   |
| R.       | Nome                | da                   | Modalità   |
| -------- | ------------------- | -------------------- | ---------- |
| C        | Alessandro Acuti    | Trentino             | prestito   |
| C        | Omar Biglino        | Sir Safety Perugia   | definitivo |
| S        | Claudio Cattaneo    | Pineto               | definitivo |
| P        | Leonardo Ferrato    | Padova               | definitivo |
| S        | Gianluca Loglisci   | Tricolore            | definitivo |
| C        | Luca Morchio        | Garlasco             | definitivo |
| O        | Francesco Pugliatti | Cinquefrondi         | definitivo |
| P        | Marco Pugliatti     | Saturnia Acicastello | definitivo |
| S        | Matheus Costa       | Al-Wahda             | definitivo |
| P        | Marco Zaccaria      | Valdimagra           | definitivo |

| Cessioni | Cessioni            | Cessioni         | Cessioni      |
| R.       | Nome                | a                | Modalità      |
| -------- | ------------------- | ---------------- | ------------- |
| C        | Alessandro Arienti  | New Mater        | definitivo    |
| C        | Enrico Basso        | Team Club        | definitivo    |
| S        | Francesco De Marchi | -                | ritirato      |
| P        | Leonardo Ferrato    | Impavida Ortona  | definitivo    |
| O        | Riccardo Mian       | Tricolore        | definitivo    |
| S        | Alberto Nardo       | ?                | -             |
| S        | Roberto Pinali      | Team Volley      | fine prestito |
| S        | Riccardo Scaltriti  | Gabbiano Mantova | fine prestito |
| P        | Giacomo Tonello     | Team Volley      | definitivo    |

## Risultati

### Serie A2

#### Girone di andata
| 1ª Giornata - 10 ottobre 2021 PalaMensSana, Siena                  | Emma Villas     | 0 - 3 | Motta               | 19-25, 19-25, 16-25               |
| 2ª Giornata - 17 ottobre 2021 PalaVicentini, Caorle                | Motta           | 3 - 0 | Atlantide Brescia   | 31-29, 25-23, 25-20               |
| 3ª Giornata - 24 ottobre 2021 PalaCastagnaretta, Cuneo             | Cuneo           | 3 - 0 | Motta               | 25-20, 25-19, 25-21               |
| 4ª Giornata - 31 ottobre 2021 PalaVicentini, Caorle                | Motta           | 3 - 1 | New Mater           | 25-20, 25-17, 20-25, 25-21        |
| 5ª Giornata - 7 novembre 2021 PalaBursi, Rubiera                   | Tricolore       | 3 - 2 | Motta               | 19-25, 19-25, 25-20, 26-24, 16-14 |
| 7ª Giornata - 21 novembre 2021 PalaVicentini, Caorle               | Motta           | 3 - 2 | Libertas Brianza    | 25-19, 25-22, 23-25, 23-25, 18-16 |
| 8ª Giornata - 28 novembre 2021 Palasport Comunale, Ortona          | Impavida Ortona | 2 - 3 | Motta               | 27-25, 21-25, 20-25, 25-23, 20-22 |
| 9ª Giornata - 5 dicembre 2021 PalaVicentini, Caorle                | Motta           | 3 - 2 | Lupi Santa Croce    | 25-23, 25-15, 23-25, 14-25, 15-13 |
| 10ª Giornata - 8 dicembre 2021 PalaVicentini, Caorle               | Motta           | 2 - 3 | Mondovì             | 25-22, 25-20, 23-25, 21-25, 11-15 |
| 11ª Giornata - 12 dicembre 2021 PalaPozzoni, Cisano Bergamasco     | Olimpia Bergamo | 3 - 0 | Motta               | 25-15, 25-20, 25-21               |
| 12ª Giornata - 21 dicembre 2021 PalaVicentini, Caorle              | Motta           | 3 - 0 | Rinascita Lagonegro | 25-23, 25-18, 25-21               |
| 13ª Giornata - 26 dicembre 2021 Palazzetto dello Sport, Porto Viro | Porto Viro      | 3 - 1 | Motta               | 25-17, 24-26, 26-24, 25-18        |

#### Girone di ritorno
| 14ª Giornata - 2 gennaio 2022 PalaVicentini, Caorle                   | Motta               | 3 - 1 | Emma Villas     | 25-17, 25-21, 19-25, 25-13        |
| 15ª Giornata - 15 febbraio 2022 PalaSanFilippo, Brescia               | Atlantide Brescia   | 3 - 2 | Motta           | 20-25, 25-22, 27-25, 21-25, 15-6  |
| 16ª Giornata - 23 febbraio 2022 PalaVicentini, Caorle                 | Motta               | 0 - 3 | Cuneo           | 19-25, 21-25, 21-25               |
| 17ª Giornata - 23 gennaio 2022 PalaGrotte, Castellana Grotte          | New Mater           | 3 - 2 | Motta           | 21-25, 25-20, 25-23, 23-25, 15-7  |
| 18ª Giornata - 30 gennaio 2022 PalaVicentini, Caorle                  | Motta               | 2 - 3 | Tricolore       | 25-21, 26-28, 25-21, 23-25, 9-15  |
| 20ª Giornata - 20 febbraio 2022 PalaFrancescucci, Casnate con Bernate | Libertas Brianza    | 3 - 2 | Motta           | 21-25, 25-21, 25-23, 26-28, 15-11 |
| 21ª Giornata - 27 febbraio 2022 PalaPrata, Prata di Pordenone         | Motta               | 3 - 2 | Impavida Ortona | 23-25, 25-21, 25-19, 24-26, 15-13 |
| 22ª Giornata - 6 marzo 2022 PalaParenti, Santa Croce sull'Arno        | Lupi Santa Croce    | 3 - 1 | Motta           | 25-21, 27-29, 25-23, 25-19        |
| 23ª Giornata - 13 marzo 2022 PalaManera, Mondovì                      | Mondovì             | 0 - 3 | Motta           | 20-25, 11-25, 15-25               |
| 24ª Giornata - 20 marzo 2022 PalaVicentini, Caorle                    | Motta               | 0 - 3 | Olimpia Bergamo | 17-25, 22-25, 11-25               |
| 25ª Giornata - 7 aprile 2022 Palasport Villa D'Agri, Marsicovetere    | Rinascita Lagonegro | 3 - 2 | Motta           | 25-22, 19-25, 21-25, 25-23, 15-12 |
| 26ª Giornata - 3 aprile 2022 PalaVicentini, Caorle                    | Motta               | 2 - 3 | Porto Viro      | 19-25, 20-25, 27-25, 25-21, 9-15  |

#### Play-off promozione
| Quarti di finale (gara 1) - 17 aprile 2022 PalaCastagnaretta, Cuneo | Cuneo | 3 - 2 | Motta | 25-27, 25-13, 23-25, 25-23, 15-13 |
| Quarti di finale (gara 2) - 24 aprile 2022 PalaVicentini, Caorle    | Motta | 2 - 3 | Cuneo | 15-25, 28-30, 25-22, 25-18, 13-15 |

### Coppa Italia di Serie A2
| Quarti di finale - 26 gennaio 2022 PalaCastagnaretta, Cuneo | Cuneo | 3 - 1 | Motta | 25-19, 25-15, 23-25, 25-21 |

## Statistiche

### Statistiche di squadra
| Competizione             | Punti | In casa | In casa | In casa | In trasferta | In trasferta | In trasferta | Totale | Totale | Totale |
| Competizione             | Punti | G       | V       | P       | G            | V            | P            | G      | V      | P      |
| ------------------------ | ----- | ------- | ------- | ------- | ------------ | ------------ | ------------ | ------ | ------ | ------ |
| Serie A2                 | 34    | 13      | 7       | 6       | 13           | 3            | 10           | 26     | 10     | 16     |
| Coppa Italia di Serie A2 | -     | 0       | 0       | 0       | 1            | 0            | 1            | 1      | 0      | 1      |
| Totale                   | -     | 13      | 7       | 6       | 14           | 3            | 11           | 27     | 10     | 17     |

G = partite giocate; V = partite vinte; P = partite perse 

### Statistiche dei giocatori
| Giocatore    | Serie A2 | Serie A2 | Serie A2 | Serie A2 | Serie A2 | Coppa Italia di Serie A2 | Coppa Italia di Serie A2 | Coppa Italia di Serie A2 | Coppa Italia di Serie A2 | Coppa Italia di Serie A2 | Totale | Totale | Totale | Totale | Totale |
| Giocatore    | P        | PT       | AV       | MV       | BV       | P                        | PT                       | AV                       | MV                       | BV                       | P      | PT     | AV     | MV     | BV     |
| ------------ | -------- | -------- | -------- | -------- | -------- | ------------------------ | ------------------------ | ------------------------ | ------------------------ | ------------------------ | ------ | ------ | ------ | ------ | ------ |
| A. Acuti     | 19       | 91       | 67       | 17       | 7        | 1                        | 3                        | 3                        | 0                        | 0                        | 20     | 94     | 70     | 17     | 7      |
| A. Alberini  | 26       | 78       | 34       | 23       | 21       | 1                        | 2                        | 1                        | 0                        | 1                        | 27     | 80     | 35     | 23     | 22     |
| L. Battista  | 26       | 0        | 0        | 0        | 0        | 1                        | 0                        | 0                        | 0                        | 0                        | 27     | 0      | 0      | 0      | 0      |
| O. Biglino   | 24       | 204      | 142      | 49       | 13       | 1                        | 6                        | 5                        | 1                        | 0                        | 25     | 210    | 147    | 50     | 13     |
| C. Cattaneo  | 24       | 270      | 246      | 11       | 13       | 1                        | 2                        | 2                        | 0                        | 0                        | 25     | 272    | 248    | 11     | 13     |
| L. Ferrato   | 7        | 0        | 0        | 0        | 0        | -                        | -                        | -                        | -                        | -                        | 7      | 0      | 0      | 0      | 0      |
| K. Gamba     | 23       | 500      | 440      | 27       | 33       | 1                        | 22                       | 20                       | 2                        | 0                        | 24     | 522    | 460    | 29     | 33     |
| G. Loglisci  | 24       | 266      | 238      | 18       | 10       | 1                        | 16                       | 15                       | 1                        | 0                        | 25     | 282    | 253    | 19     | 10     |
| M. Luisetto  | 22       | 128      | 90       | 34       | 4        | 1                        | 1                        | 1                        | 0                        | 0                        | 23     | 129    | 91     | 34     | 4      |
| L. Morchio   | 1        | 1        | 1        | 0        | 0        | 0                        | 0                        | 0                        | 0                        | 0                        | 1      | 1      | 1      | 0      | 0      |
| F. Pugliatti | 2        | 1        | 1        | 0        | 0        | 0                        | 0                        | 0                        | 0                        | 0                        | 2      | 1      | 1      | 0      | 0      |
| M. Pugliatti | 9        | 1        | 0        | 0        | 1        | 1                        | 0                        | 0                        | 0                        | 0                        | 10     | 1      | 0      | 0      | 1      |
| A. Saibene   | 4        | 20       | 19       | 1        | 0        | 0                        | 0                        | 0                        | 0                        | 0                        | 4      | 20     | 19     | 1      | 0      |
| M. Costa     | 21       | 163      | 144      | 10       | 9        | 1                        | 6                        | 5                        | 0                        | 1                        | 22     | 169    | 149    | 10     | 10     |
| M. Zaccaria  | 9        | 0        | 0        | 0        | 0        | 0                        | 0                        | 0                        | 0                        | 0                        | 9      | 0      | 0      | 0      | 0      |

P = presenze; PT = punti totali; AV = attacchi vincenti; MV = muri vincenti; BV = battute vincenti